# Торлов Ручей
Торлов Ручей — река в России, протекает по территории Беломорского района Карелии. Устье реки находится в 3,7 км по левому берегу Сороки (рукав Нижнего Выга. Длина реки — 21 км.

## Данные водного реестра
По данным государственного водного реестра России относится к Баренцево-Беломорскому бассейновому округу, водохозяйственный участок реки — Нижний Выг от Выгозерского гидроузла и до устья. Речной бассейн реки — бассейны рек Кольского полуострова и Карелии, впадает в Белое море